# Léon Huybrechts
Léon Huybrechts, född 11 december 1876 i Antwerpen, död 9 februari 1956, var en belgisk seglare.
Huybrechts blev olympisk guldmedaljör i segling vid sommarspelen 1924 i Paris.